# Paprena mliječnica
Paprena mliječnica (lat. Lactarius piperatus) gljiva je iz porodice Russulaceae. Iako je neki autori smatraju nejestivom kuhana gljiva je jestiva, iako ne i naročito ukusna. Gljiva je krem bijele boje, a na prerezu ispušta papreno ljut mliječni sok. Udomaćena je u listopadnim šumama Europe,crnomorskom području,sjeverozapadnoj Turskoj i istočnom dijelu Sjeverne Amerike. Klobuk do 15 cm promjera, stručak dužine do 8 cm. Po ruskim izvorima sadrži i do 20 mg vitamina C.Cijenjena gljiva u Rusiji i Finskoj.PO nekim novijim istraživanjima gljiva je i ljekovita.

## Sinonimi
- Agaricus piperatus L. 1753
- Agaricus piperatus Scop. 1772
- Agaricus piperatus var. lactescens Alb. & Schwein. 1805
- Agaricus piperatus var. piperatus L. 1753
- Galorrheus piperatus (Scop.) P. Kumm. 1871
- Lactarius pergamenus
- Lactarius piperatus var. amarus Gillet 1876
- Lactarius piperatus var. piperatus (L.) Pers. 1797
- Lactarius piperatus f. piperatus (L.) Pers. 1797
- Lactifluus piperatus (L.) Roussel 1806

## Vanjske poveznice
|  | Zajednički poslužitelj ima stranicu o temi Lactarius piperatus    |
|  | Zajednički poslužitelj ima još gradiva o temi Lactarius piperatus |
|  | Wikivrste imaju podatke o taksonu Lactarius piperatus             |